# Église Santa Lucia
Pour les articles homonymes, voir Église Sainte-Lucie.
L'église de Sainte Lucie (Chiesa di Santa Lucia en italien) était une église catholique de Venise, en Italie. Elle fut détruite vers 1860 pour faire place à la Gare de Venezia Santa Lucia.

## Localisation

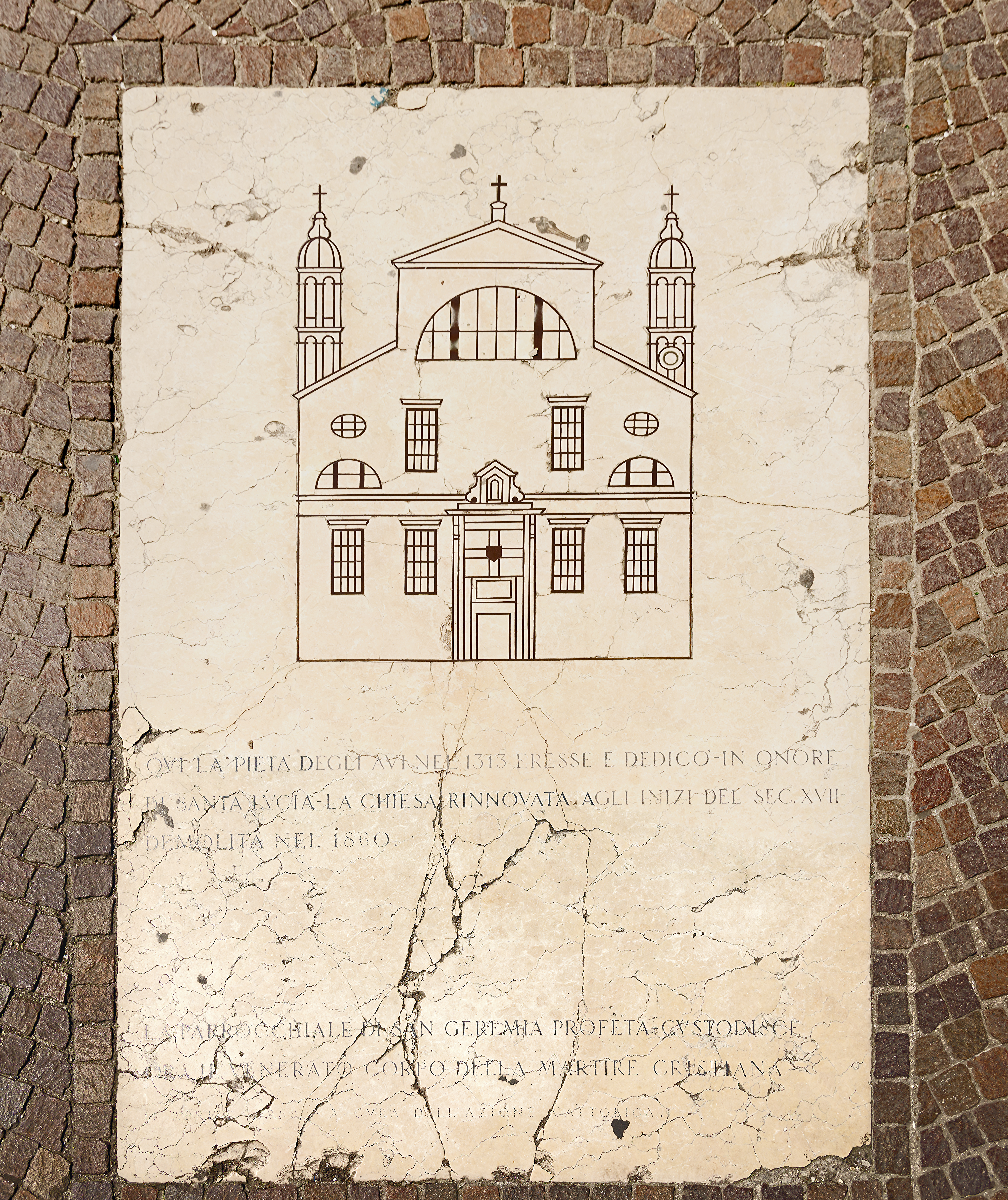
Plaque commémorative sur l'emplacement de l'église

L'église était située dans le sestiere de Cannaregio. Un détail de la carte Merian de 1635 montre la Corpus Domini sur la rive nord du Grand Canal, pratiquement en face de l'ancienne église de San Simeon, sur la rive sud.

## Historique
Il est probable qu'il y eut une église paroissiale dédiée à Santa Maria Annunziata sur ce site depuis 1192. 
En 1280, les restes de Sainte Lucie ont été amenés ici, provenant de la basilique San Giorgio Maggiore. Santa Maria Annunciata devint dès lors l'église de Sainte Lucie.
Elle fut restaurée en 1343, mais les restes de la sainte furent confiés un temps aux dominicaines de l’église du Corpus Domini, avant de revenir moyennant 40 ducats d'or. 
En 1444, elle tombe sous la juridiction du couvent voisin de Corpus Christi et en 1476, elle est accordée aux augustines des Servites de Marie, qui étaient venues vivre tout près. 
L'église originale de style gothique fut reconstruite de 1580 à 1590 par Leonardo Mocinego, Palladio y ajoutant une chapelle familiale en 1617. 
Cette église eut une façade classique. Les religieuses se retirèrent en 1806 à l'église Sant'Alvise et les restes de Sainte-Lucie partirent à l'Église San Geremia. Le complexe fut démoli en 1861 par les Autrichiens pour faire place à la gare de Venise-Santa-Lucia.

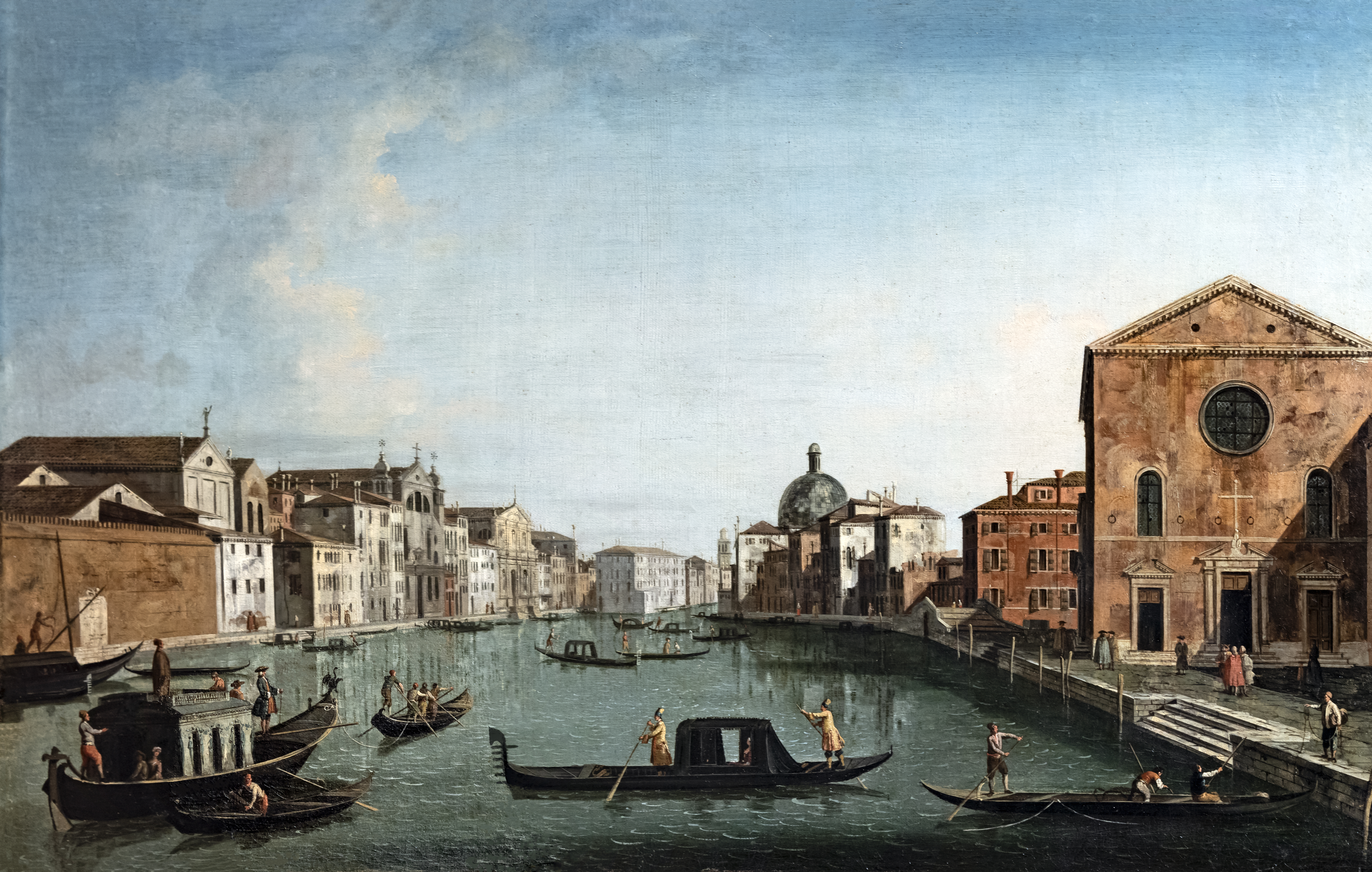
Vue du quartier de Santa Lucia par Canaletto(XVIIIe siècle)
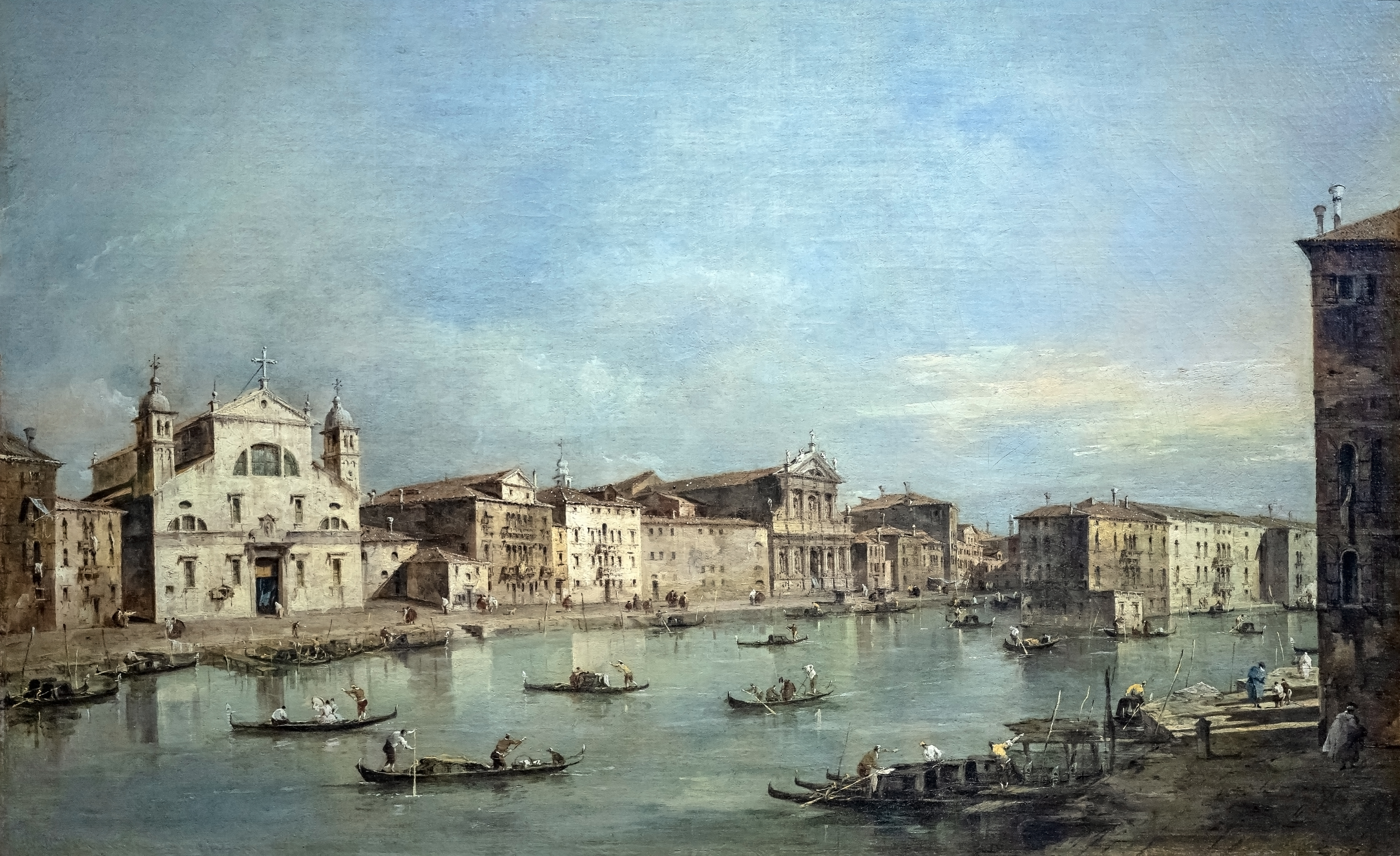
Le Grand canal avec Santa Lucia et Santa Maria di Nazareth par Francesco Guardi, vers 1780 Musée Thyssen-Bornemisza, Madrid